# آکادمی سلطنتی تورکو
آکادمی سلطنتی تورکو (سوئدی: Kungliga Akademien i Åbo) اولین دانشگاه در فنلاند و تنها دانشگاه فنلاندی بود که زمانی تأسیس شد که این کشور هنوز بخشی از سوئد بود. این دانشگاه در سال ۱۶۴۰ تأسیس شد. در سال ۱۸۰۹، پس از آنکه فنلاند به یک دوک‌نشین بزرگ در امپراتوری روسیه تبدیل شد، به آکادمی امپراتوری تورکو تغییر نام داد. در سال ۱۸۲۸، پس از آتش‌سوزی بزرگ تورکو، این مؤسسه به هلسینکی منتقل شد، که با جابجایی پایتخت دوک‌نشین بزرگ مطابقت داشت. سرانجام، هنگامی که فنلاند در سال ۱۹۱۷ استقلال خود را اعلام کرد، به دانشگاه هلسینکی تغییر نام داد.